# Treron affinis
Treron affinis là một loài chim trong họ Columbidae.